# Dagrofa
Dagrofa ApS er en dansk dagligvarekoncern, der gennem sit ejerskab af MENY og leverancer til en række øvrige købmænd, herunder SPAR-, Min Købmand- og Let-Køb- butikkerne, har en markedsandel på det danske dagligvaremarked på ca. 20 procent. I 2019 omsatte Dagrofa for 17,165 mia. kr. og beskæftigede 3.260 ansatte.
55% af virksomheden ejedes oprindeligt af Scandinavian Tobacco Group, mens resten ejes af KFI Erhvervsdrivende Fond. Scandinavian Tobacco solgte imidlertid sine aktier i 2013 til NorgesGruppen. Det er planen, at nogle købmænd skal indtræde i ejerskabet, hvorfor den fremtidige fordeling af aktierne er uvis. Pr. 2023 ejer NorgesGruppen 57,5 procent af selskabet, mens KFI ejer de resterende 42,5 procent.
Dagrofa blev etableret i sin nuværende form i 1983 ved en fusion mellem grossisterne Dagros A/S (skabt i 1978 ved sammenlægning af Sthyr & Kjær og Lund & Rasmussen) og Brdr. Justesen A/S. Frem til slutningen af 1990'erne var forretningsgrundlaget hovedsageligt grossistorienteret, og Dagrofa ejede kun enkelte egne supermarkeder og S-Engros-butikker. Historisk har Dagrofa ejet og drevet discountkæden Kiwi Minipris, supermarkedskæderne Favør og SuperBest, mens man har overtaget kæder som KC Storkøb, Dreisler Storkøb og Alta Discount med henblik på at integrere butikkerne i det eksisterende butiksnet.